# Nathanaël Gelsenius
Nathanaël Gelsenius, född 8 juli 1667 i Gärdserums socken, död 28 december 1725 i Hagebyhöga socken, Östergötlands län, han var en svensk kyrkoherde i Hagebyhöga församling.

## Biografi
Nathanaël Gelsenius föddes 8 juli 1667 i Gärdserums socken. Han var son till kyrkoherden därstädes. Gelsenius blev 16 november 1687 student vid Uppsala universitet, Uppsala och prästvigdes 28 juni 1693 till komminister i Hannäs församling, Tryserums pastorat. Han blev 1708 kyrkoherde i Hagebyhöga församling, Hagebyhöga pastorat. Han avled 28 december 1725 i Hagebyhöga socken.

### Familj
Gelsenius gifte sig 1694 med Christina Glatte (1671–1726). Hon var dotter till kyrkoherden Melchior Melchioris Glatte och Maria Johansdotter Syrman i Östra Eneby socken. De fick tillsammans barnen Christina (1695–1695), Melchior (född 1696), Johannes (1697–1705), Anders Gelsenius (1699–1749), Samuel (1701–1769), Benjamin (1704–1704), Maria (1705–1709), Anna Christina (1709–1709) och Christina Maria (född 1711).